# Bertram III de Verdun
Pour les articles homonymes, voir Verdun (homonymie).
Pour les autres membres de la famille, voir Famille de Verdun.
Bertram (III) de Verdun (v.1135-1192) est un chevalier anglo-normand, fidèle des princes Plantagenêt Henri II et Richard Cœur de Lion, au service desquels il exercera diverses charges administratives : shérif des villes de Warwick et Leicester de 1168 à 1183, grand justicier d’Angleterre à partir de 1176, et enfin sénéchal d’Irlande en 1184. Il participa à la conquête de l'Irlande en 1171 et accompagna Richard Cœur de Lion en Terre sainte lors de la troisième croisade. Il devint gouverneur de Saint-Jean-d'Acre et mourut à Jaffa.

## Biographie

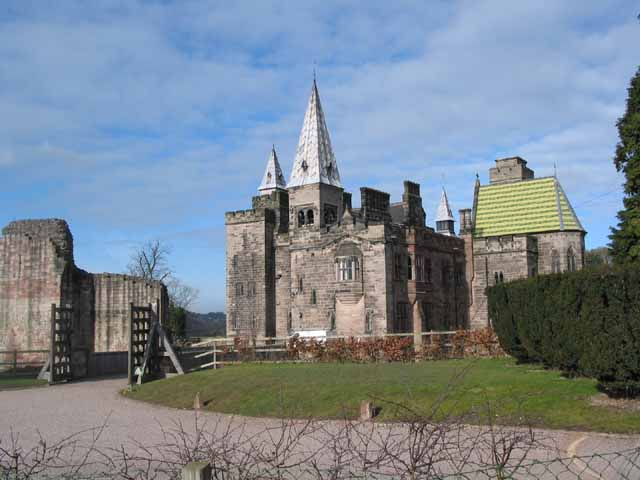
Le château d'Alton, construit par Bertram de Verdun vers 1175. Il subira de profondes modifications aux.

Bertram est le fils de Norman de Verdun et de Lesceline, fille du chambellan Geoffroy de Clinton. Il naît vers 1135, probablement en Angleterre, mais passa la majeure partie de sa jeunesse en Normandie. Mineur à la mort de son père en 1153, son éducation ainsi que la tutelle de ses biens sont confiés au connétable de Normandie Richard du Hommet, seigneur du Hommet et de Beaumont-le-Richard.
En 1154, les seigneurs de l’Avranchin viennent rendre hommage à l’abbé du mont Saint-Michel pour le nouveau roi d’Angleterre Henri II Plantagenêt, et parmi eux Bertram de Verdun, fils de Norman. En 1155, Bertram est témoin de la donation du moulin de Tissey (commune de Dragey-Ronthon) à l'abbaye du Mont-Saint-Michel par son cousin Guillaume de Verdun, seigneur de Cran (commune de Saint-Aubin-des-Preaux) et Bouillon.
Raoul II de Fougères devait un chevalier à Henri II pour ses fiefs de Bouillon, Chavoy et Lolif, mais ce service devait être fait en son acquit par Bertram de Verdun, fils de Norman. En 1157, l’abbé Richard de Curcy confirme les biens de l’abbaye de Savigny en présence d’Henri II d’Angleterre, de Raoul II de Fougères, de Guillaume du Hommet, fils de Richard, et de Bertram de Verdun. En 1162, Bertram signe les confirmations des dons de Raoul II de Fougères pour Savigny et de Guillaume de Saint-Jean pour la Lucerne-d'Outremer.
En 1163, il paraît comme témoin avec Rualan et Guyot de Verdun dans la charte par laquelle Adam, abbé d’Evesham, inféode les terres de Wrottesley à Simon de Verdun, frère de Ralph, seigneur de Cocton. Vers 1170, Bertram construit le château d’Alton, situé entre Cheadle et Uttoxeter dans le Staffordshire. En 1174, dans les chartes d’Henri de Clinton et de Ralph de Verdun, seigneur de Cocton, on trouve cinq Verdun parmi les témoins : Simon, frère de Ralph, Bertram, Rualan, Guillaume et Robert.

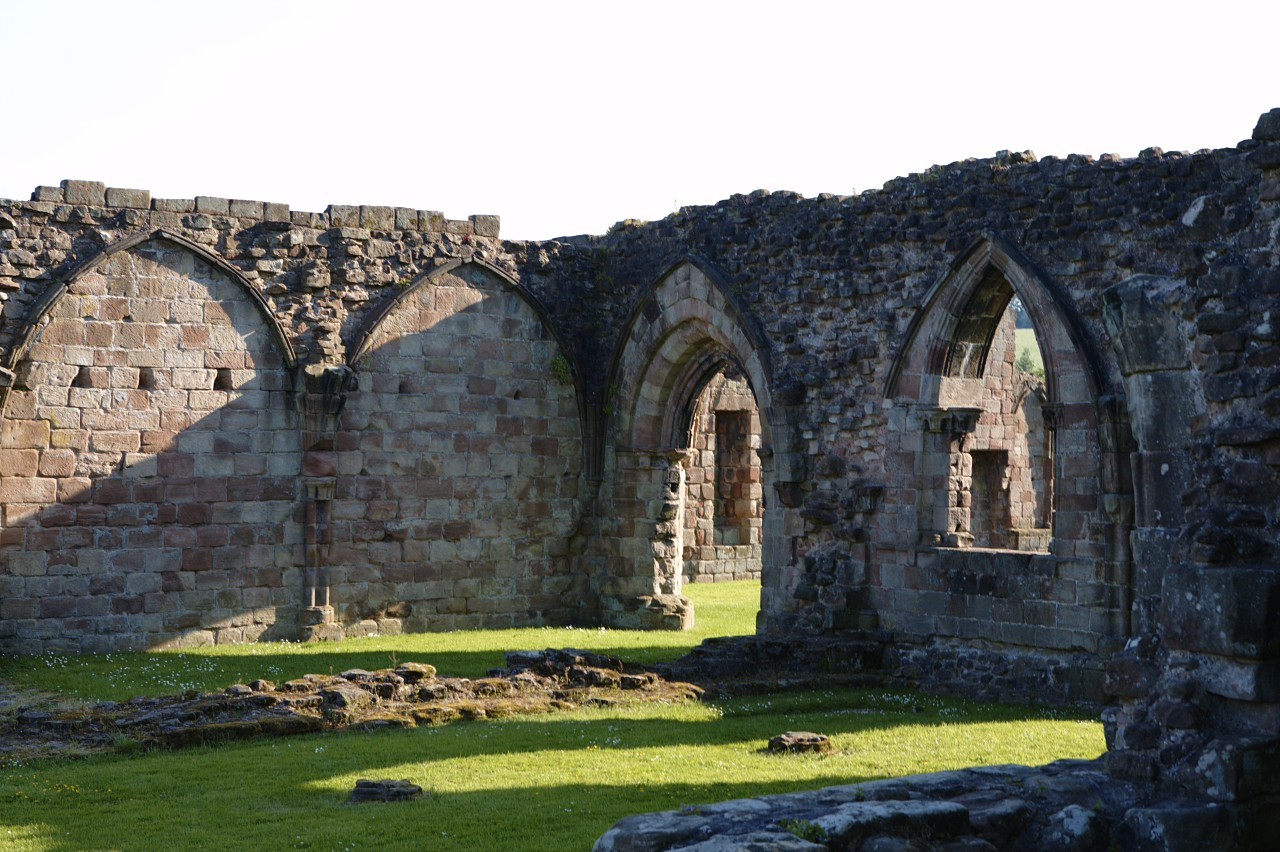
L'abbaye de Croxden fondée par Bertram de Verdun et son épouse Rohese en 1176.

En 1176, Bertram donne à l’abbaye d'Aunay en Normandie la terre de Chotes en Angleterre, puis fonde avec son épouse Rohèse (Rohesia), l’abbaye de Croxden où viendront s’établir en 1179 des moines normands d’Aunay-sur-Odon. En 1180, il est présent avec Guillaume et Enguerrand du Hommet à l’enterrement de Richard du Hommet, ancien connétable de Normandie et père de ceux-ci, en l’abbaye d’Aunay, où il s'était retiré comme moine en 1178.
Bertram est capitaine de la ville de Pontorson vers 1162, shérif des villes de Warwick et Leicester de 1168 à 1183, grand justicier d’Angleterre à partir de 1176, et enfin sénéchal d’Irlande en 1184. Il est en effet cité parmi les barons normands qui accompagnèrent Henri II et son fils Jean sans Terre en Irlande en 1185, à la suite de la révolte de Rory O'Connor, roi de Connaught. Bertram reçoit des terres dans l’île, notamment la ville de Dundalk et le fief de Clonmore dans le Louth.
Nommé « castellan » de Richard Cœur de Lion en 1189, il s’embarque avec lui pour la Terre sainte, est cité à Messine, en janvier 1191, puis à la prise d’Acre le 10 juin 1191. Après le siège, Bertram est nommé gouverneur de la ville de Saint-Jean-d'Acre, conjointement avec Étienne de Longchamps. Selon la Chronique de Croxden, il meurt le 24 août 1192 à Jaffa, et est enterré à Saint-Jean-d’Acre.

## Mariage et enfants
Il épouse vers 1155 Mathilde, fille de Robert II de Ferrières, comte de Derby, et de Marguerite Peverell de Nottingham. Mathilde meurt peu après son mariage. Bertram se remarie, et
de sa seconde épouse Rohese, on lui connaît sept enfants :
- Thomas de Verdun, mort en Irlande en 1199. Il épouse Eustachia, fille de Gilbert Bassett ;
- Nicolas de Verdun, mort en 1231 (pre 23 octobre)[5]. Sa fille Roesia de Verdun était son seul enfant unique, si elle était l'héritier de son père. Pour cette raison, elle a gardé le nom de Verdun et l'a transmise à elle fils Jean de Verdun (son père était Theobald le Botiller) ;
- Milo de Verdun ; seigneur de Creighton[6], Staffordshire; père de Nicholas et William de Verdun[4], et aussi de Thomas de Verdun[7]
- Bertram de Verdun. Il épouse Sibilla ;
- Robert de Verdun, seigneur d'Ibstock, Leicestershire ;
- Henry de Verdun[4], seigneur de Bucknall, Darlaston et Biddulph, Staffordshire. Il épouse Hawise (Avice) de Gresley ;
- Lesceline de Verdun, épouse Hugues de Lacy, comte d'Ulster[8];
- Agnès de Verdun, épouse Robert FitzWilliam.

## Sources
1. ↑  Photo : Dennis Thorley, 2006
2. 1 2  Cartulaire du Mont-Saint-Michel
3. ↑  Abbé Desroches, tome II, page 15
4. 1 2 3  The Fortunes of a Norman Family, the de Verduns in England, Ireland and Wales, Mark S. Hagger
5. ↑  Fine Rolls d'Angleterre en 1231, et p. 73: The Fortunes of a Norman Family, the de Verduns in England, Ireland and Wales, Mark S. Hagger
6. ↑  Additional MS. No. 12269, British Museum - Staffordshire Plea Rolls Temp. Henry III
7. ↑  Un acte médiévale dans les archives du Derbyshire (ref: Actes de la famille Gell d'Hopton Hall - Ref: Document D/258/27/7)
8. ↑  (en) Brock Holden, Lords of the Central Marches : English Aristocracy and Frontier Society, 1087-1265, Oxford University Press, 2008, 304 p. (ISBN 978-0-19-156343-0, lire en ligne), p. 85